# Oľga Priehodová
Oľga Priehodová (31. března 1925 – 2005) byla slovenská a československá politička a poúnorová bezpartijní poslankyně Národního shromáždění ČSSR a Sněmovny lidu Federálního shromáždění.

## Biografie
Ve volbách roku 1964 byla zvolena do Národního shromáždění ČSSR za Středoslovenský kraj jako bezpartijní poslankyně. V Národním shromáždění zasedala až do konce volebního období parlamentu v roce 1968.
K roku 1968 se profesně uvádí jako zootechnička JZD z obvodu Prievidza.
Po federalizaci Československa usedla roku 1969 do Sněmovny lidu Federálního shromáždění (volební obvod Prievidza), kde setrvala do dubna 1970, kdy rezignovala na poslanecký post. Žila ve městě Bojnice. Zemřela v období březen – duben 2005.